# Shuklagandaki
Shuklagandaki (Nepali शुक्लगण्डकी Shuklagandaki) ist eine Stadt (Munizipalität) in Zentral-Nepal im Distrikt Tanahu.
Die Stadt entstand 2014 durch Zusammenlegung der Village Development Committees Dhorphirdi, Dulegauda und Khairenitar.
Shuklagandaki liegt südlich von Lekhnath am Seti Gandaki.
Die Stadt liegt am Prithvi Rajmarg, der Überlandstraße von Kathmandu nach Pokhara.
Das Stadtgebiet umfasst 93,14 km².

## Einwohner
Bei der Volkszählung 2011 hatten die VDCs, aus welchen die Stadt Shuklagandaki entstand, 38.307 Einwohner (davon 16.911 männlich) in 9676 Haushalten.